# Museum of Newport History
Le Museum of Newport History est un musée situé dans l’ancien Brick Market de Newport à Rhode Island aux États-Unis. Il appartient et est géré par le Newport Historical Society.

## Historique
Le Brick Market de style palladien fut construit par Peter Harrison en 1762. Conçu comme les traditionnels market houses de style britannique (comme le Faneuil Hall de Boston), le premier niveau de l’édifice servait de place de marché. 
Aujourd’hui, le bâtiment abrite le Museum of Newport History qui détaille l’histoire de Newport des temps précoloniaux jusqu'à l’histoire contemporaine. Norman Isham, restaura l’édifice de 1926 à 1932. 